# Yun Young-sook
Yun Young-sook (kor. 윤영숙; * 10. September 1971) ist eine ehemalige südkoreanische Bogenschützin und Olympiasiegerin.

## Karriere
Bei den Olympischen Sommerspielen 1988 in Seoul wurde Yun Young-sook Olympiasiegerin mit der Mannschaft. Im Einzel gewann sie hinter Kim Soo-nyung und Wang Hee-kyung die Bronzemedaille.